# Diario Oficial (Uruguay)
Diario Oficial es un boletín oficial de Uruguay, de carácter diario.
Su contenido está digitalizado desde el primer número, correspondiente al 13 de septiembre de 1905, hasta la actualidad en la página web Instituto Nacional de Impresiones y Publicaciones Oficiales. Desde 2016 su publicación es exclusivamente digital, el primero del continente con esta condición. La edición digital había comenzado a publicarse en 1999.